# 索姆韦勒
索姆韦勒（法語：Somme-Vesle，法語發音：[sɔm vɛl]）是法国马恩省的一个市镇，位于该省中部，属于香槟沙隆区。

## 地理
索姆韦勒（48°59'7"N, 4°35'30"E）面积35.31 平方千米，位于法国大東部大區马恩省，该省份为法国东北部内陆省份，北起阿登省，西北接埃纳省，西南接塞纳-马恩省，南至奥布省，东南接上马恩省，东临默兹省。
与索姆韦勒接壤的市镇（或旧市镇、城区）包括：蒂卢瓦和贝莱、欧沃、库尔蒂索勒、埃尔蓬、普瓦、圣雷米叙比西。

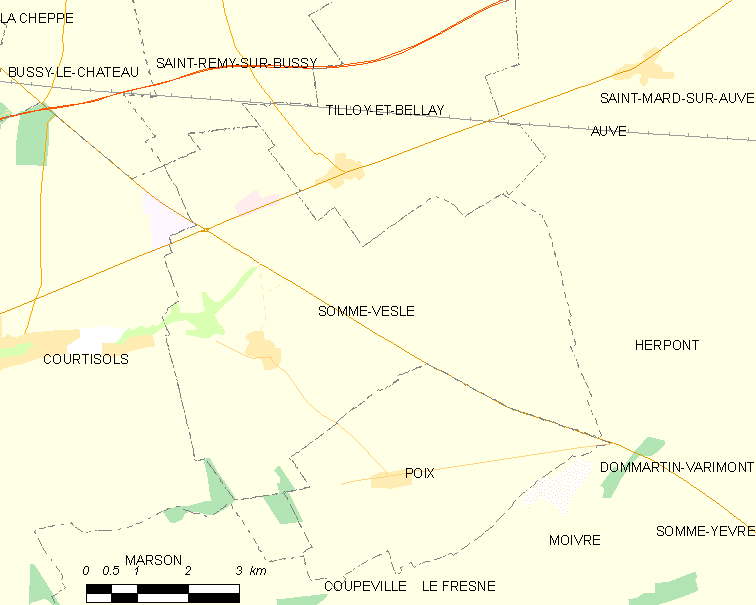
索姆韦勒的OSM定位图

索姆韦勒的时区为UTC+01:00、UTC+02:00（夏令时）。

## 行政
索姆韦勒的邮政编码为51460，INSEE市镇编码为51548。

## 政治
索姆韦勒所属的省级选区为阿戈讷-叙普-韦勒县。

## 人口

1962-2008年间索姆韦勒人口变化图示

索姆韦勒于2022年1月1日时的人口数量为346人。